# Газохидрат
Газохидратите (ГХ) или метановите хидрати/клатрати (МХ) съдържат над 95% метан (СН4). Хидратите се образуват самостоятелно или с метана и други разпространени газове – CO2, H2S, N2, СН4-хомолозите. Метанът е енергиен източник, който при попадане в атмосферата се окислява до СО2 и предизвиква парников ефект. Те са природни кристални образувания (кристализиращи в кубична сингония) приличащи на лед, но способен да гори.

## Газохидратите в Световния океан
През 2006-2007 г. от страни като Канада, Норвегия, САЩ и Япония беше поставено началото на промишленото усвояване на принципно нов, нетрадиционен източник на метанов газ, считан за практически неизчерпаем – метанохидрати или газохдирати, съдържащи по някои оценки 113.1017 m3 метан и 53,55.1017 m3 подгазохидратен метанов газ. Газохидратите залягат в недрата на полярните области и в океанските утайки, които покриват 93 – 95% от дъното на Световния океан.

## Газохидратите в Черно море
В Черно море средната дълбочина под дъното на зоната на стабилност (ЗС) на МХ в абисалната част е 300 m и изклинва на континенталния склон при дълбочини на водата 500-900 m.

Запасите на метанов газ в газохидратите по оценка на български и руски специалисти възлиза на 25 – 50.1012 m3 като 10% от тях се разполагат в изключителната икономическа зона на Р. България в Черно море.

Газохидратите и подгазохидратният газ в Черно море представляват важен потенциален енергиен източник, който в близко бъдеще може да реши много от проблемите на българската и европейската енергетика.

Пред българския бряг, в района на континенталния склон и абисалното дъно на дълбочини от 700 m до максималните дълбочини на морето и около 7 m под дъното (на 5 m под сапропелите) се разкриват черни утайки (автогенни сулфиди), които съдържат кристали от газохидрати. Известно е, че от 1 m3 газохидрат се отделят около 160 m3 метан, като проблемът за добива на метанов газ от газохидрати е чисто технологичен. В българската икономическа зона, която има площ приблизително от 33 800 km2 – около половината от нея е перспективна за разкриване на газохидрати и подгазохидратен газ. Само за сравнение – в перспективното за добив на въглищен газ Добруджанско въглищно находище в 1 m3 въглища се съдържат 27 m3 метанов газ, като запасите му възлизат на около 30.109 m3. 